# Головинщино (Пензенская область)
Головинщино — село в Каменском районе Пензенской области России, административный центр Головинщинского сельсовета.

## География
Село расположено в 14 км к северу от Каменки, при впадении р. Шуварды в Атмис (бассейн Мокши).

## История
Село основано в 1695 году Автономом и Иваном Михайловичами Головиными, по фамилии которых названо. Расположено на левом болотистом берегу р. Атмиса; крестьяне переведены из Старорусского уезда Новгородской губернии. Первые жители попали в плен к кубанцам в августе 1717, поэтому Головины перевели сюда вторую партию крестьян – 132 семьи из Нижегородской губернии, до 1719 года – ещё 65 и 83 крестьянина (РГАДА, ф.350, оп.1, е.хр.310, лл.764 об.-766 об., 775-777). После Головиных село не раз переходило к другим помещикам (Голицыным, Гагариным, Долгоруковым). Гагарины перенесли село на современное место (1742), в это время в селе имелся базар. В 1762 году деревня Головинщина Завального стана Верхнеломовского уезда, вотчина адмирала и кавалера Александра Ивановича Головина (120 ревизских душ) (РГАДА, ф. 350, оп.2, е.хр. 568, лл.648-659 об.). В 1785 показано имение князя Николая Михайловича Голицына, у него здесь 100 ревизских душ. В 1795 году в селе 178 дворов крестьян, находившихся на оброке и плативших по 3 рубля с ревизской души в год. В 1780-е годы здесь проходила двухдневная ярмарка 8–9 июня и недельные торги.
В 1837 году село стало вотчиной князя С.В. Долгорукова, при котором получило промышленное развитие (2 кожевенных, 5 поташных заводов). Входило в состав Нижнеломовского уезда. Перед отменой крепостного права – в составе «Блиновской вотчины» Марии Васильевны Нарышкиной. В Головинщино у помещицы – 1021 ревизская душа крестьян, у них 254 двора на 177 десятинах усадебной земли, 474 тягла (повинности отбывали смешанно – барщина и оброк, с окладной души или земельного участка платили по 7 руб. в год, кроме того по 3 руб. на подати и прочие расходы), у крестьян 3198 дес. пашни, 731 дес. сенокоса и 167 дес. выгона, у помещицы – 1951 дес удобной земли, в том числе леса и кустарника 1363 дес. Крестьяне вотчины обрабатывали 1077 дес. барской пашни, сад и огород, возили хлеб к местам продажи, убирали 100 дес. сенного покоса, охраняли лес, хлеб и все строения помещицы, доставляли все материалы для господских построек (Приложение к трудам, т.2, Н.-Ломов. у., №16). После реформы 1861 года – волостной центр и центр 2-го стана в уезде.
В середине XIX века – крупное торговое село, один из центров сбыта сельскохозяйственной продукции крестьян и помещиков Нижнеломовского, Мокшанского и Пензенского уездов, особенно славилось торговлей хлебом. Постоялые дворы, склады сельскохозяйственной продукции, 2 лавки. В 18–19 вв. местные крестьяне слыли «лучшими лоцманами» по проводке судов по Хопру и Медведице. Перед отменой крепостного права село Сергиевское, Варижки тож, показано за княгиней Варварой Васильевной Долгоруковой, у неё 692 ревизских души крестьян, 159 дворов на 168 десятинах усадебной земли, крестьяне частью на оброке, частью на барщине, оброчные платили миром 5000 рублей в год (по 17 руб. 73 коп. с тягла); кроме этого оброка крестьяне платили подати и на мирские расходы от 3,5 до 4,5 руб. с ревизской души; у крестьян 2366 десятин пашни, 582 дес. сенокоса, 222 дес. выгона, у помещицы 1005 дес. удобной земли, в том числе леса и кустарника 780 дес. (Приложение к Трудам, т.2, Н.-Ломов. у., №7). В 1877 – каменная церковь во имя Сергия Радонежского (построена в 1812-1814 годах), 2 часовни, земская школа, больница.
Экономический подъём продолжался до прокладки в стороне от села железной дороги (1874), после чего преимущественное развитие получили сельское хозяйство и ремесла. В начале XX века имелся небольшой конный завод братьев Панковых для улучшения пород крестьянских лошадей; из 582 дворов в 560 вязали бредни для продажи в области Войска Донского; в 40 дворах шили сапоги. С середины 19 века началось строительство каменных зданий по регулярному плану; сохранилось несколько кирпичных и деревянных зданий – памятников архитектуры середины – конца 19 века: дом и усадьба купца, 3 лавки на базарной площади, трактир, 2-этажный каменный амбар, земское училище (1881). В 1912 – волостной центр Нижнеломовского уезда.
В 1935–56 годах село являлось центром Головинщинского района.
В 1955 году - центральная усадьба колхоза имени Маленкова. В 1959 при больничном поселке числилось 18, при лесничестве – 13 жителей. В 1980-е – центральная усадьба совхоза «Головинщинский».
В конце 1990-х гг. основное занятие местного населения – земледелие и животноводство на базе СПК «Головинщинский», лесничество.

## Население
| 1719  | 1747  | 1762  | 1864  | 1877  | 1897  | 1911  |
| ----- | ----- | ----- | ----- | ----- | ----- | ----- |
| 148   | ↗238  | ↗240  | ↗2204 | ↗2621 | ↗2965 | ↗2977 |
| 1926  | 1930  | 1939  | 1959  | 1979  | 1989  | 2002  |
| ↘2882 | ↘2868 | ↗2915 | ↘1537 | ↘1220 | ↘1077 | ↘888  |
| 2010  |       |       |       |       |       |       |
| ↘849  |       |       |       |       |       |       |

## Люди, связанные с селом
В годы Первой русской революции в селе вел революционную работу П. Е. Дюмаев (депутат 1-й Государственной Думы). Родина Героев Советского Союза: подполковника, командующего артиллерией стрелковой дивизии Алексея Ивановича Панкова (1902 — не ранее 1987); гвардии лейтенанта, командира авиаэскадрильи истребителей Петра Петровича Ратникова (1918—1943), совершившего 220 боевых вылетов и в 85 воздушных боях сбившего лично 11 и в составе группы — 4 самолетов противника.
В Головинщино учился министр машиностроения и приборостроения СССР П. И. Паршин.